# Milojka Bačovnik Komprej
Milojka Bačovnik Komprej, slovenska književnica in kulturna delavka; 11. junij 1963, Slovenj Gradec.
Rojena je leta 1963 v Slovenj Gradcu. Osnovno šolo je obiskovala do četrtega razreda v Šmartnem ob Paki, v podružnici v Skornem, nato v Šoštanju, kjer je zaključila šolanje na Osnovni šoli Biba Roeck. V letu 1982 je zaključila Srednjo ekonomsko šolo (takrat Ekonomska šola Edvarda Kardelja) v Slovenj Gradcu. Na Višji prometni šoli Portorož je diplomirala leta 1990 in leta 2005 na Visoki šoli za upravljanje v Novem mestu. Naziv magistrica znanosti je pridobila leta 2014 na podiplomskem študiju na Fakulteti za management Koper. Ves čas je zaposlena v javni upravi, od leta 2003 dalje na Zavodu za kulturo Šoštanj.
Deluje kot organizatorka in moderatorka razstav in prireditev, dopisnica in redaktorica in kot urednica ter članica več uredniških odborov. Je tudi sodnica porotnica, pooblaščenka za poroke, ambasadorka lahkega branja. 
Štirinajst let je bila predsednica Šaleško literarnega društva Hotenja. Objavlja v literarnih revijah, kot so Sodobnost, Dialogi, Mentor, Apokalipsa, Z besedami, Hotenja, Vpogled in Vsesledja.
Od leta 2023 je direktorica Zavoda za kulturo Šoštanj.
Z družino živi v Skornem pri Šoštanju.

## Književna dela
V letu 2006 je pri Mariborski literarni družbi izdala prozni prvenec Ljubezen gre z mano (in druge zgodbe), v letu 2010 pa pri Založbi Ved zbirko kratke proze Kot žaba na avtocesti. Leta 2012 je pri Založbi Pivec izšla njena pesniška zbirka Dolina sem.
V letu 2018 so pri Zavodu za kulturo izšle njene štiri knjige intervjujev PreListani obrazi.
Leta 2021 pri Mariborski literarni družbi izdala svojo prvo ilustrirano pravljico Kako se je svet dolgočasil.
V letu 2023 je pri Knjižnici Velenje v zbirki Droben list izdala pesniško zbirko Pod milostjo neba.

## Nagrade
Je prejemnica plakete Občine Šoštanj 2018 in priznanja Sveta JSKD OI Velenje v letu 2017. 
Poleg ostalih nagrad je prejela prvo mesto na natečaju Osvoji Julijo, naziv muza erotične poezije 2018, zlato plaketo JSKD na natečaju v Zavetju besede 2018. 
V letu 2020 je bila med nominiranci na natečaju za nagrado Fanny Hausman.